# A Lancashire Lass
A Lancashire Lass è un cortometraggio muto del 1915 diretto da Frank Wilson.

## Produzione
Il film fu prodotto dalla Hepworth.

## Distribuzione
Distribuito dalla Palatine, il film - un cortometraggio in tre bobine - uscì nelle sale cinematografiche britanniche nel gennaio 1915.
Si conoscono pochi dati del film che, prodotto dalla Hepworth, fu distrutto nel 1924 dallo stesso produttore, Cecil M. Hepworth. Fallito, in gravissime difficoltà finanziarie, il produttore pensò in questo modo di poter almeno recuperare il nitrato d'argento della pellicola.